# 長町三生
長町 三生（ながまち みつお、1936年 - ）は、日本の工学者。専門は人間工学。学位は、文学博士（1963年）。「感性工学」の日本における創始者である。広島大学名誉教授。2012年瑞宝中綬章受章。

## 経歴
1936年、兵庫県神戸市生まれ。1958年に広島大学教育学部心理学科を卒業、1963年に文学博士の学位を取得し、翌年、広島大学工学部助手となる。1978年、同教授に就任。専門は、人間工学、認知科学。特に、感性工学については、日本におけるパイオニア的な存在である。感性工学の発想を初めて商品開発に導入した人物とされる。そのほか、労務管理、安全工学に関する著作も多い。
広島大学退官に際し名誉教授の称号を贈られ、退官後は、呉工業高等専門学校の第五代校長を経て、広島国際大学人間環境学部長を務める。2007年現在、九州大学の客員教授、山口福祉文化大学の副学長である。
1993年には、アメリカ人間工学会より、「優れた外国人研究者賞」を受けている（日本人としては三人目）。
2012年、瑞宝中綬章を受章。

## 編著書
- 『人間工学概論』 真辺春蔵、長町三生編、朝倉書店、1968年
- 『作業の人間工学』 O.G.エドホルム著、長町三生訳、平凡社、1971年
- 『管理行動の心理学』木田重雄との共著、白桃書房、1971年
- 『青少年管理の科学－価値意識の分析』 長町三生、広島商工会議所編、評論社、1971年
- 『職務充実の設計－働きがいを生むシステム』ダイヤモンド社、1973年
- 『職務設計の理論と実際－職務充実を実現する生産システム』長町三生編、日本能率協会、1975年
- 『安全管理の行動科学入門－安全への動機づけに』 中央労働災害防止協会、1976年
- 『企業と高齢化社会－生涯的職務設計のすすめ』日本能率協会、1977年
- 『安全運転のための危険予知トレーニング－リーダー用マニュアル』企業開発センター、1980年
- 『中高年活性化のための生涯的職務設計』日本生産性本部、1981年
- 『中高年齢者のための職務再設計事例ハンドブック』（共著）、高年齢者雇用開発協会、1983年
- 『安全のための行動科学』中央労働災害防止協会、1984年
- 『安全管理の科学的知識』日刊工業新聞社、1984年
- 『中高年の能力再開発と活性化』日本能率協会、1986年
- 『現代の人間工学』長町三生編著、朝倉書店、1986年
- 『QCサークルの心理学』海文堂出版、1987年
- 『高年齢者のための職場改善』日本労働協会、1988年
- 『セイフティ・カウンセリング入門』 落合潮との共著、企業開発センター交通問題研究室、1988年
- 『感性工学－感性をデザインに活かすテクノロジー』海文堂出版、1989年
- 『生活科学のための人間工学』 長町三生編、朝倉書店、1989年
- 『ファジィ化製品開発の基礎と実際－ニューロ・ファジィ理論から活用事例まで』長町三生編、海文堂出版、1991年
- "Design for manufacturability: a systems approach to concurrent engineering and ergonomics" M.Helander, M.Nagamachi編、Taylor & Francis、1992年
- 『快適科学－人間側からみた商品づくりへ』 長町三生編、海文堂出版、1992年
- 『感性商品学 : 感性工学の基礎と応用』 長町三生編、海文堂出版、1993年
- 『安全管理の人間工学』 海文堂出版, 1995年
- 『感性工学のおはなし』日本規格協会、1995年
- 『快適工場への挑戦－効率と人間性を両立したエルゴファクトリー』 日本プラントメンテナンス協会、1996年
- 『商品開発と感性』 長町三生編、海文堂出版、2005年
- 『マクロ人間工学－理論、方法と応用』　日本出版サービス、2006年